# North American P-51 Mustang
El North American P-51 “Mustang” («cavall salvatge americà»), va ser un dels darrers caces d'hèlix que van entrar en el conflicte de la Segona Guerra Mundial; era un avió molt ràpid (més de 700 km/h en vol horitzontal). Era un producte estatunidenc, sol·licitat per la RAF, i també el va fer servir la USAAF tot i axó no va triomfar fins que no va dur el motor anglès Rolls Royce Merlin.
Va tenir un destacat paper com a caça de llarg abast, ideal per poder acompanyar els bombarders aliats quan es desplaçaven en grans quantitats sobre territori ocupat per dur a terme les seves operacions de bombardeig, en el que el denominaven “the little friend” (el petit amic). També es pot dir que és un avió del qual s'ha fet una propaganda excel·lent.

## Història
Corria la primavera de 1940, i l'Air Purchasing Commission, preocupat per reposar la gran pèrdua d'avions de caça, sobretot durant la batalla d'Anglaterra, va sol·licitar a diverses empreses americanes que els servissin l'avió del qual més disposava la RAF, és a dir el Curtiss P-40 “Hawk”. Però la North American Aviation va respondre que en lloc de fabricar un avió sota llicència, preferia oferir un avió més nou i millor que l'atrotinat Curtiss P-40 que mai havia satisfet completament les esperances angleses.
Després de la intervenció de Dutch Kindelberger (pioner de l'aviació estatunidenca James H. Kindelberger) i Lee Antood, president i vicepresident de North American Aviation van convèncer el comissionat anglès, però aquest va posar la condició que l'avió hauria d'estar llest abans de 120 dies, que era el temps en què es creia que podrien estar llestes les instal·lacions per produir el nou avió. L'equip tècnic comandat per Edgar O. Schmued i Raymond Rice i l'equip de producció van aconseguir en 117 dies acabar el prototip del futur P-51 Mustang. Però el motor Allison V-1710 de 1.150 cv (el mateix motor que feien servir la majoria d'avions americans) no estava disponible fins passat 20 dies més. Per fi, l'avió va estar llest, i va sortir de la fàbrica d'Inglewood (Califòrnia), el setembre de 1940, i rebent el nom de NA-73X. Va alçar el vol per primer cop el 26 d'octubre de 1940, pilotat per Vance Breese. marcant ja unes prestacions superiors a les esperades, valgui de referència que en aquest primer vol, ja es va assolir els 615 km/h.

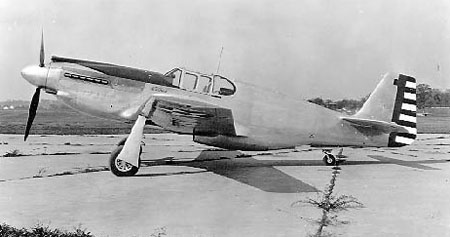
Vista lateral del XP-51, un dels primers “Mustang”, fotografiat en Wrigth Field el 16 d'octubre de 1941

De seguida el comissionat anglès va fer una comanda de 320 avions, en un contracte promulgat el 24 d'abril de 1940, el primer dels quals va sortir de la fàbrica el 25 d'abril de 1941. Però el govern dels Estats Units es va reservar el dret de provar dos aparells, que van ser el quart i el dècim prototips, que van entusiasmar al govern que per la seva banda va fer una comanda de 150 aparells.

### El canvi de motor

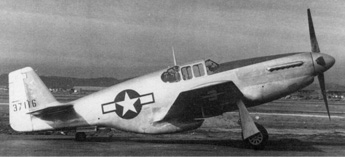
Aspecte del P-51B. Aquest aparell va ser abatut el 28 d'octubre del 1944

Quan el “Mustang” va ser provat en el Regne Unit, de seguida es va veure que a baixa cota (Per sota dels 4.500 m) era un avió extraordinari, mentre que per sobre amb prou feines era millor que el Curtiss P-40, per la qual cosa va ser assignat com a avió d'atac a terra. La seva sort va canviar el 1942, quan el va provar el pilot de proves de la Rolls Royce, Ron Harker, que de seguida va aconsellar, per escrit, que es muntés un motor Rolls Royce Merlin V-1650 de 1.450 cv, pel que es va concedir llicència de construcció en els Estats Units en la companyia Packard Motor Car Company, amb el nom de Packard V-1650-7. Però la companyia North American Aviation ja havia desenvolupat un nou tipus, el P-51B, en que ja estava previst muntar el nou motor. Amb aquesta nova motorització, si que va demostrar tot el seu potencial, de fet el XP-51B que va volar per primer cop el 30 de novembre de 1942, molt millorat respecte al seu predecessor va marcar una velocitat màxima de 710 km/h a 9.000 m.
L'any 1944, va sortir la versió P-51D, que va ser una de les més fabricades amb unes 8000 unitats, seguida per la versió P-51K. També mereix menció a banda la versió de doble cos coneguda com a P-82 o Twin Mustang.

## Detalls constructius

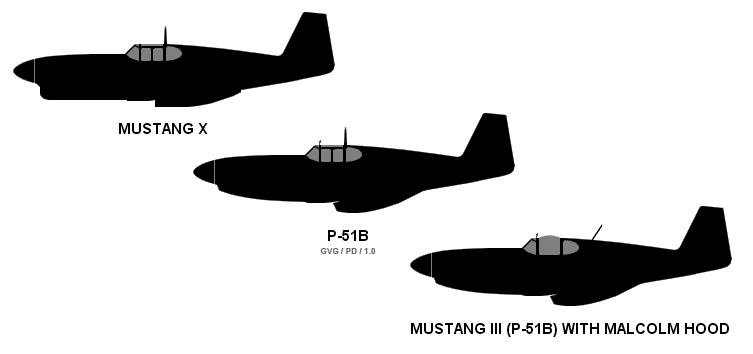
Evolució del perfil del P-51 “Mustang”

El P-51 era un avió gran per la quantitat de combustible que podia encabir, el que el permetia abastar distàncies molt llargues, molt més que qualsevol avió de la seva època. També era un avió de construcció totalment metàl·lica, i amb uns nous perfils dissenyats en túnels de vent amb la missió de disminuir al màxim la fricció aerodinàmica i maximitzar el rendiment.
El fuselatge, molt aerodinàmic, es componia de 3 parts, i era de construcció semi monocasc La primera part abastava el compartiment del motor i els seus capós Aquesta secció acaba en una planxa d'acer inoxidable que constitueix l'element para focs, i a la seva part de blindatge pel pilot. La segona part constitueix la cabina de pilotatge, que a la part del darrere porta una altra xapa de blindatge. Aquesta secció està composta de quatre llarguers, que connecten els dos finals, incorpora també, les bateries, un dipòsit central, els dipòsits d'aire i els radiadors de refrigeració. La tercera formada també per 4 llarguers, incorpora el carenat de refrigeració, el compartiment de la roda del tren d'aterratge, i el conjunt de timons de cua. Totes les seccions estaven unides per cargols.
Les ales, de perfil laminat i planta trapezoidal estaven construïdes per 21 costelles, cada semi-ala, unides entre si també per cargols, la part superior de la unió, formava el terra de la cabina i estaven unides al fuselatge, també per cargols. El diedre era de 5º, i el seu perfil, va ser molt estudiat pel National Advisory Committe for Aeronautics (NACA), que va determinar el perfil laminar idoni, a més les superfícies de control (flaps, alerons i frens aerodinàmics) eren totalment metàl·lics amb elements de reglatge i totalment compensats de manera aerodinàmica. També val a dir que eren quasi totes de maniobra hidràulica.
Igualment tot el concernent al conjunt de cua (les superfícies de control) eren completament metàl·liques amb les mateixes característiques de les ales. Aquesta part també incloïa la roda posterior del tren d'aterratge, que era retractil igual com la resta. Un element a destacar en la secció de cua, és el tub de refrigeració que té una missió específica que s'explicara més endavant.
Quant al tren d'aterratge, en si mateix, era un tren tricicle endarrerit en què les dues rodes davanteres tenien una gran via (Amplada) i eren d'un diàmetre de 0.685 m mentre que la posterior tenia 0.312 m tot ell retractil i amb suspensió hidropneumàtica, molt robust, com tot l'avió.
I per fi arribem a la motorització, encarregada al Packard V-1650-7, que era el Rolls Royce Merlin 66 fabricat en els Estats Units, de 12 cilindres en V i de 27 litres de cilindrada, també amb refrigeració líquida i doble compressor de dues velocitats que donava una potència de 1.580 CV a 7.200 m. Axó anava connectat, per mitjà del reductor incorporat al motor a una hèlix de 4 pales Hamilton de velocitat constant de 3,4 m de diàmetre.
Quant als dipòsits de combustible, que estaven situats de la següent manera, dos en les ales amb un total de 681 litres més el central de darrere de la cabina amb 246 litres. A més podia portar sota les ales dipòsits desestimables de 284 o 416 litres. Axó vol dir que amb un total de 1.760 litres, podia recórrer fins a 5.000 km, abastant tot el sol alemany.
Altres detalls a destacar són l'àmplia cabina del pilot que sobretot en el model P-51D era del model “llàgrima” amb parabrisa blindat, el que proveïa d'una gran visió pel pilot. I un altre detall molt curiós era el sistema de refredament que aprofitava el que en anglès es coneix com l'efecte Meredith que es basa a aprofitar els gasos calents resultants de la refrigeració per crear impuls.

## Característiques tècniques

Vistes del P-51D Mustang

Del model P-51D “Mustang” dades obtingudes dels llibres The Great Book of Fighters (El gran llibre dels caces), i Quest for Performance (A la recerca de les prestacions).
| - Mides exteriors | - Mides exteriors                                                    |
| --- | -------------------------------------------------------------------- |
| longitud total | = 9,83 m                                                             |
| Amplada total | = 11,28 m                                                            |
| Alçaria | = 4,08 m (des de la punta superior del hèlix, amb les rodes a terra) |
| Superfície alar | = 21,83 m²                                                           |
| Pes vuit | = 3.465 kg                                                           |
| Pes màxim al envol | = 5.490 kg                                                           |
| - Prestacions |                                                                      |
| Motor | = Packard V-1650-7                                                   |
| Característiques | = sobrealimentat, refrigeració líquida, 12 cilindres en V            |
| Potència | = 1.695 CV a 3.000 RPM                                               |
| Velocitat màxima | = 379,6 kn (knots), 703 km/h a 7.600 m                               |
| Velocitat de creuer | = 443 km/h                                                           |
| Autonomia màxima | = 2.755 km                                                           |
| Sostre | = 12.800 m                                                           |
| Velocitat d'ascens | = 16,3 m/s                                                           |
| Carga alar | = 192 kg/m²                                                          |
| Relació potència/pes | = 300 W/kg                                                           |
| - Armament i equipament |                                                                      |
| - 6 Metralladores Browning MG53-2 de 12,7 m/m amb un total de 1.880 cartutxos. - 2 Punts sota les ales per dur: - 2 Bombes de 950 Kg o dipòsits desestimables o - Llançadors de 6 0 10 coets T-64 de 127 m/m. |                                                                      |

## Variants[3]
- XP-51 o NA-73X

Dos prototips. El primer vol el 26 d'octubre de 1940.
- P-51 (NA-91)

150 aparells presèrie, equipats amb 4 canons de 20 m/m en un principi. Motor Allison V-1710-V3R de 1.150 CV
- F-6A (NA-91)

55 aparells del model P-51 transformats en avions fotogràfics.
- 'A-36A[14] Mustang 1A (NA-97)

93 aparells transformats com avions d'atac a terra i bombarders.
- P-51A (NA 99)

310 aparells equipats amb 4 metralladores de 12,7 m/m, i preparats com bombarders. Motor Allison V-1710-81 de 1.200 CV
- XP-51B

dos aparells de proves, coneguts també com XP-78. El primer d'ells va volar per primer cop el 30de novembre de 1942. Motor Packard V-1650 de 1.280 CV
- P-51B-NA

1.988 aparells fabricats en la planta d'Inglewood.
- P-51C-NT

1.750 aparells fabricats en la planta de Dallas.
- P-51D-NA (NA 109)

6.502 aparells. Amb motor Packard V-1650-7 de 1.695 CV. És el més conegut amb la seva cabina en forma de llàgrima.
- P-51D-NT

1.454 aparells. Ja amb l'armament de 6 metralladores de 12,7 m/m.
- TP-51-NT

10 aparells d'entrenament de dues places.
- XP-51F

3 aparells experimentals. Segons alguna pàgina aparells lleugers.
- XP-51G

2 P-51F modificats amb diferent motor. Segons alguna pàgina aparells lleugers.
- P-51H-NA

555 aparells de producció.
- XP-51J

2 P-51F modificats.
- P-51K-NT

1.337 aparells millorats del model P-51D. Segons alguna pàgina aparells lleugers.
- P-51L-NA

1 model del P-51H amb nou motor.
- P-51M-NT

1 model del P-51H millorat amb nou motor.
- P-82 / Twin Mustang

270 aparells. Model resultant d'unir dos fuselatges de P-51H per les ales i els timons de profunditat. Amb un total de 9 variants. Aparegut el 1947, i utilitzat com a caça nocturn.
Hi ha altres variants, que no són tals, ja que són modificacions pròpies d'altres cases sobre models ja existents, per exemple Chevalier, que va fer un prototip amb motor turbohèlix de 2.235 CV.

## Teatre d'operacions
El teatre d'operacions va ser molt variat, i aquí només es farà una breu ullada.

### Europa

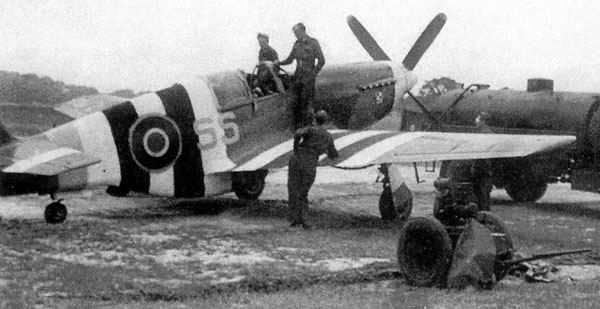
El Mustang de l'As polonès (amb 18 victòries) Stanislaw Skalki a Coolham (comtat de Sussex) el juny de 1944.

El veritable enlairament del P-51 en Europa va ser quan el van destinar, quan ja va estar preparat, a partir de finals de 1943 per fer l'escorta dels B-17 en les seves missions de bombardeig en territori alemany. Aquests avions havien anat a bombardejar sense cobertura, i eren fàcil presa pels avions de caça de la Luftwaffe, ja que es quedaven sols a poc de passar el canal.
De fet el P-51 representava un gran adversari pels avions de l'eix, ja que al seu respectable armament, hi afegia una gran velocitat i maniobrabilitat, sense comptar el seu llarg abast. Diversos autors fan referència a 4.950 avions enemics abatuts, més altres 4.131 destruïts en terra, per una pèrdua de només 2.520 avions. L'únic adversari que el superava en velocitat fou el Messerschmitt Me 262, encara que hi ha notícies de victòries sobre aquest avió, referents a aparells que començaven a envolar-se.

### Pacífic
En el Pacífic el “Mustang” no va tindre un paper rellevant, ja que aquest estava reservat al Lockheed P-38 Lightning perquè aquest, en tindre dos motors, representava més seguretat al volar sobre l'aigua. No va ser fins que es va conquerir Iwo Jima, que va desenvolupar el mateix paper que feia en Europa, és a dir escorta dels bombarders B-17, que bombardejaven el Japó.

### Guerra de Corea

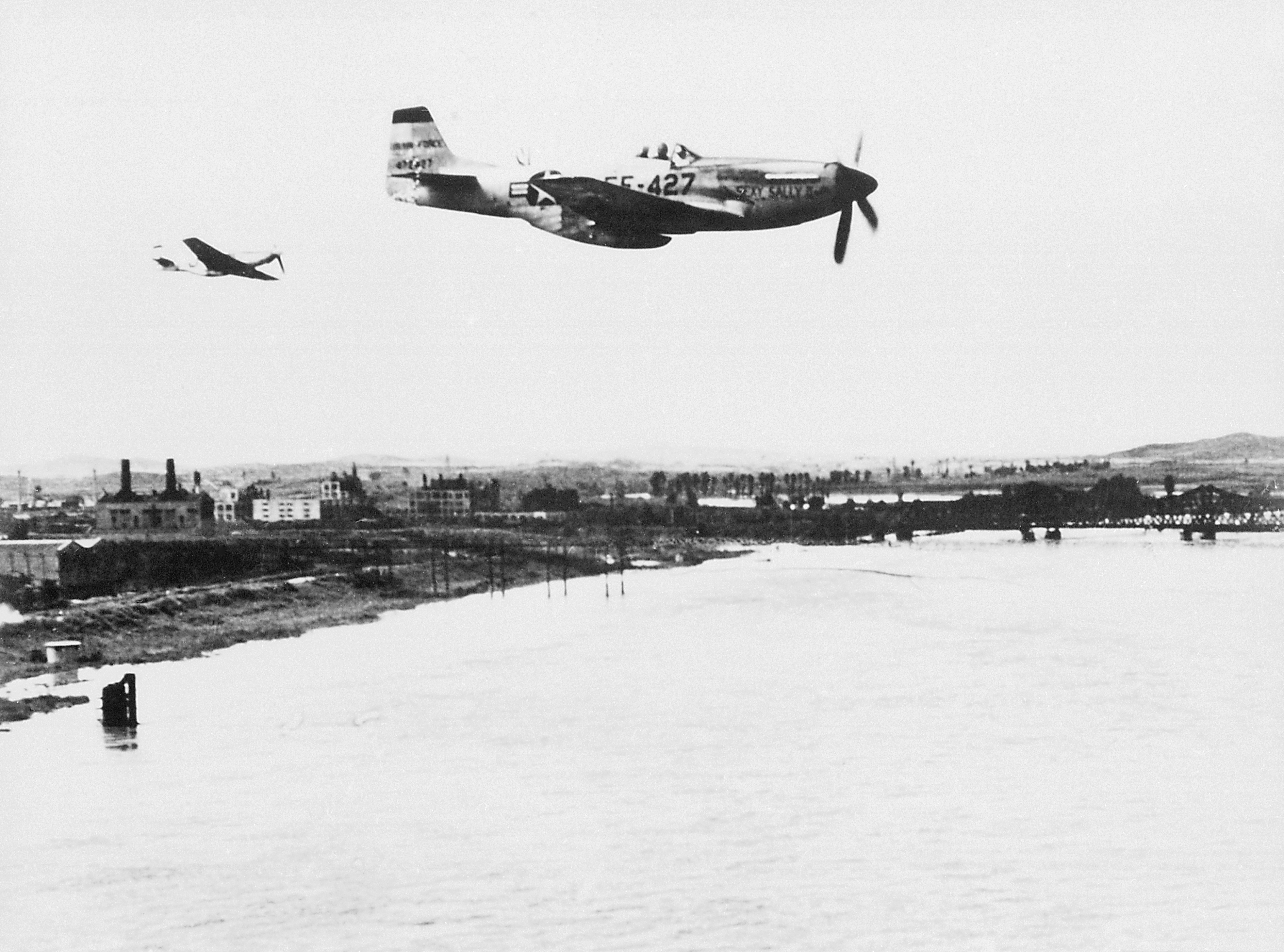
Dos F-51D Mustang, enlairant-se en la Guerra de Corea, foto del agost de 1951

El P-51 Mustang va trobar una nova vida com F-51, durant la Guerra de Corea. En els cinc anys entre el final de la Segona Guerra Mundial i l'esclat de la guerra el 1950, la majoria dels avions de combat nord-americans s'havien convertit en nous avions jet. Els P-51D havien estat deixats en les seves bases, o lliurats a la Guàrdia Nacional. I el 1950 de cop van ser necessaris altra vegada. Els nous jets eren molt ràpids, però tenien poc abast, no hi havia bons avions per fer la cobertura dels bombarders, quan sortien en missió.
I el F-51 no era l'avió ideal en aquest paper, el motor de refrigeració líquida, era massa vulnerable al foc de la AA, per axó la USAAF utilitzava els  Republic P-47 “Thunderbolt”, de la mateixa manera que la marina feia servir els Vought F4U “Corsair”, que amb els seus motors en estrella eren menys vulnerables. Però el F-51 va destacar a Corea en fotografia aèria, i amb els atacs a tropes de terra amb coets, a on causava moltes baixes, tot i patir grans baixes pel foc de terra.

### Ús civil
Alguns dels P-51 sobrevivents de les guerres, i que no havien sigut venuts a cap altre exèrcit, van ser venuts a particulars, que els van fer servir per carreres d'avions i com a transport propi. Entre els particulars que van fer servir el P-51 per al seu propi ús, es poden destacar Paul Mantz, pilot acròbata que va realitzar una seqüència arriscada en la pel·lícula Twelve O'Clock High, Charles F. Blair Jr el que després seria el marit de Maureen O'Hara i Lynn Garrison, pilot de la Royal Canadian Air Force, i coleccionista d'avions.

## Sobrevivents

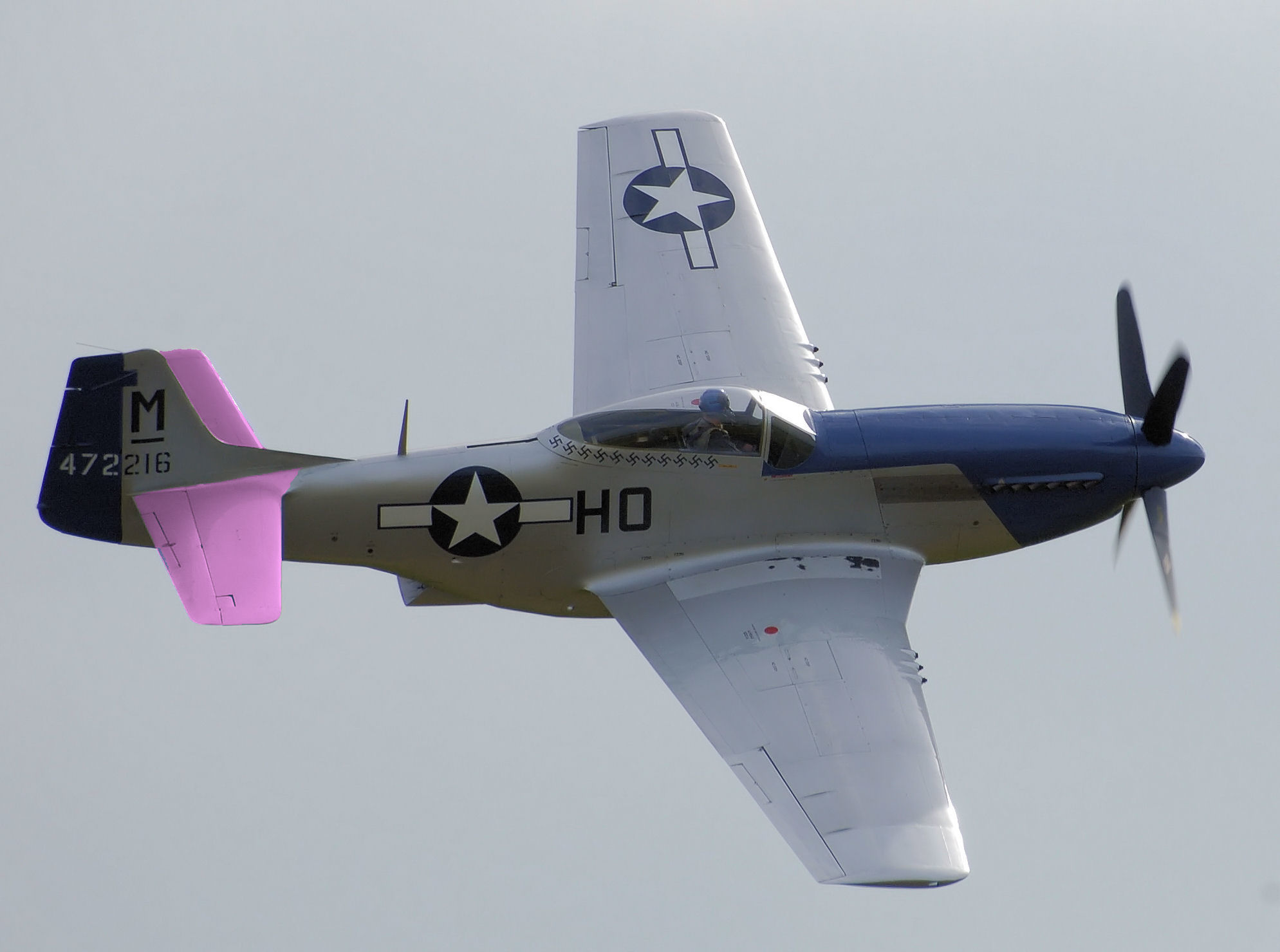
Un P-51 dels restaurats i en condicions de vol en una exhibició a Gloucestershire el 9 de setembre del 2007

Hi ha una molt llarga llista de Sobrevivents P-51, escampats per tot el món. Valgui la menció dels països i les ciutats on estan ubicats.
- Alemanya: Dos a l'aeroport de Freiburg i Eschbach.
- Austràlia: Un a Perth, a Camberra i a Sydney
- Canadà: Manitoba, Ottawa i Ontario
- Corea del Sud: dos a Seül
- Cuba: L'Havana
- Estats Units: uns 150 en condicions de vol, 18 d'exposats i 43 en procés de restauració a data de desembre del 2011.
- Filipines: Basa
- França: Nimes i Paris
- Indonèsia: The Indonesian Air Force HQ.
- Itàlia: Montello i Vigna di Valle
- Israel: Haifa
- Mèxic: Monterrey
- Regne Unit: Coventry, 3 a Duxford, Essex, Hendon, Londres i Suffolk
- Suècia: Flygvapenmuseumat Malmslatt
- Suïssa: Dübendorf
- Sud-àfrica: Un aparell sense especificar lloc.
- Veneçuela: Maracaibo
- Xile: Santo Domingo
- Xina: Changping i Pequín

## Cultura popular

### Cinema
En diverses pel·lícules hi apareix com a element principal, entre elles :
- Battle Hymn (Universal Studios, 1957) dirigida per Douglas Sirk i protagonitzada per Rock Hudson, on s'explica la vida d'un pilot en la guerra de Corea.
- The Tuskegee Airmen (1995) dirigida per Robert Markowitz i protagonitzada per Laurence Fishburne, on s'explica els conflictes racials entre aviadors estatunidencs.
- Red Tail Reborn (2007) dirigida per Adam White, on s'explica la restauració d'un P-51 estavellat, per exibir-lo i en memoria dels primers aviadors.
- Red Tails (2012) protagonitzada per Cuba Gooding Jr. i dirigida per Anthony Hemingway, és una revisió de la pel·lícula The Tuskegee Airmen. Respecte al fet, paga la pena veure la referència.[19]

### Videojocs
En els simuladors de vol existeixen una o més variants del P-51 Mustang, com el simulador de vol de codi obert FlightGear, així com en el sector comercial. No hi ha videojoc de simulació aèria de la Segona Guerra Mundial, en què no aparegui el P-51, per exemple Air Warrior i Combat Filght Simulator.

## Avions similars
- CAC CA-15 Kangaroo
- Focke-Wulf Fw 190
- Focke-Wulf Ta 152
- Làvotxkin La-9
- Martin-Baker MB 5
- Supermarine Spitfire